# Fontane di Tornareccio
Queste fontane sono sparse nel paese di Tornareccio in provincia di Chieti, di cui le principali sono:

## Fontana monumentale
Collocata in piazza Fontana, detta anche Piano La Porta,
è a doppia vasca ottagonale, in pietra calcarea, l'una dentro l'altra e quella superiore ha un raggio più piccolo di quella inferiore.
Il passaggio dell'acqua nella vasca sottostante è garantito da cannelle collocate una per ogni lato della vasca, e ciascun lato ha una decorazione a forma di fiore.
La parte principale della fontana si trova sulla vasca superiore, a forma di calice, anch'essa in pietra calcarea. L'acqua sgorga mediante uno zampillo rivolto verso l'alto e scola attraverso un condotto interno finendo nella vasca inferiore.
È stata costruita nel 1887, su progetto dell'ingegnere Francesco Benedetti di Vasto e restaurata di recente a causa dei danni subiti durante la II guerra mondiale.

## L'abbeveratoio
Risale al 1887 ed è in muratura e pietre calcaree. si trova lungo via del Carmine. 
Consiste in una vasca lunga, rettangolare e di una parete tripartita e bordata da lesene.
Tre cannelle, una per parte, gettano l'acqua nella vasca. Come nella fontana monumentale già menzionata,  hanno delle decorazioni di fiori sui punti d'attacco delle cannelle.
Una cornice separa la parete da una sottospecie di frontone con due bracci laterali in marmo.

## Fontana San Rocco
La Fontana San Rocco consiste in una vasca rettangolare, nel centro si erge una colonna anch'essa ottagonale da cui fuoriesce una cannella che getta l'acqua direttamente nella vasca.
La colonna sorregge una brocca-conca con maniglie di metallo.
Poco distante vi è un'altra vasca di forma rettangolare, in muratura, coperta da tettoia.